# Liste der Stolpersteine in Beckedorf
In der Liste der Stolpersteine in Beckedorf werden die vorhandenen Gedenksteine aufgeführt, die im Rahmen des Projektes Stolpersteine des Künstlers Gunter Demnig bisher in Beckedorf verlegt worden sind.

## Verlegte Stolpersteine
| Adresse               | Name                | Inschrift | Verlegedatum  | Bild                                                  | Anmerkung |
| --------------------- | ------------------- | --- | ------------- | ----------------------------------------------------- | --------- |
| Kirchweg 1 (Standort) | Magnus Cohn         | Hier wohnte Magnus Cohn Jg. 1857 gedemütigt/entrechtet tot 23.3.1942                                                    | 14. März 2011 | Stolperstein Beckedorf Kirchweg 1 Magnus Cohn         |           |
| Kirchweg 1 (Standort) | Martha Cohn         | Hier wohnte Martha Cohn Jg. 1894 eingewiesen 1941 ‘Heilanstalt’ Hildesheim verlegt 1942 Bendorf-Sayn ermordet Feb. 1942 | 14. März 2011 | Stolperstein Beckedorf Kirchweg 1 Martha Cohn         |           |
| Kirchweg 1 (Standort) | Berthold Lebenstein | Hier wohnte Berthold Lebenstein Jg. 1891 zwangsweise umgesiedelt 1942 Ahlem bei Hannover ???                            | 14. März 2011 | Stolperstein Beckedorf Kirchweg 1 Berthold Lebenstein |           |
| Kirchweg 1 (Standort) | Rosi Lebenstein     | Hier wohnte Rosi Lebenstein geb. Cohn Jg. 1888 zwangsweise umgesiedelt 1942 Ahlem bei Hannover ???                      | 14. März 2011 | Stolperstein Beckedorf Kirchweg 1 Rosi Lebenstein     |           |